# Чжао Чэнлян
Чжао Чэнлян (кит. 赵成亮; род. 1 июня 1984, Цюйцзин, Юньнань) — китайский легкоатлет, специалист по спортивной ходьбе. Выступал за сборную КНР по лёгкой атлетике в 2000-х годах, чемпион Азии, серебряный и бронзовый призёр Кубка мира в командном зачёте, участник летних Олимпийских игр в Пекине.

## Биография
Чжао Чэнлян родился 1 июня 1984 года в городском округе Цюйцзин провинции Юньнань.
Впервые заявил о себе на международном уровне в сезоне 2004 года, когда вошёл в состав китайской сборной и выступил на Кубке мира по спортивной ходьбе в Наумбурге, где занял 19-е место в личном зачёте 50 км и стал серебряным призёром командного зачёта.
В 2005 году в той же дисциплине финишировал пятым на чемпионате мира в Хельсинки, с личным рекордом 3:36:13 выиграл серебряную медаль на Спартакиаде народов КНР в Нанкине — здесь его превзошёл только Юй Чаохун.
В 2006 году на Кубке мира в Ла-Корунье пришёл к финишу восьмым в личном зачёте 50 км и тем самым помог своим соотечественникам стать бронзовыми призёрами командного зачёта.
В 2007 году одержал победу на чемпионате Азии по спортивной ходьбе в Кобе, тогда как на чемпионате мира в Осаке был дисквалифицирован.
Благодаря череде удачных выступлений удостоился права защищать честь страны на домашних летних Олимпийских играх 2008 года в Пекине — в программе ходьбы на 50 км показал результат 3:56:47, расположившись в итоговом протоколе соревнований на 21-й строке.
В 2009 году занял 14-е место на чемпионате мира в Берлине, превзошёл всех соперников на Спартакиаде народов КНР в Цзинане.